# 15소년 우주 표류기
"15소년 우주 표류기"(Fifteen Children Space Adventure)는 한국에서 제작된 정수용 감독의 1980년 애니메이션, SF, 모험 영화이다.

## 기타
- 총지휘: 강한영
- 음향효과: 김경일
- 배경: 김영구
- 원화: 윤영상
- 원화: 황명진
- 채화: 임문자
- 채화: 이옥재
- 동화: 이윤기
- 동화: 조항덕
- 선화: 서용희
- 선화: 임규희